# 晨光街
晨光街是位于中国北京市东城区西部的一条大街。

## 简介
晨光街北起东安门大街，南到东长安街。明朝时，为皇城东墙之下的通道，称“夹道”。清朝光绪时，称“东安门外南夹道”。中华民国时，称“南夹道”。1965年将东河沿并入，定名为“晨光街”。后来，晨光街南端兴建了北京贵宾楼饭店，只在饭店底层留有通道，通道上盖骑楼。晨光街从通道通向东长安街。21世纪初，该通道已不再对外通行，晨光街改为南到霞公府街为止。